# Puna-Mäuse
Die Puna-Mäuse (Punomys) sind eine in Südamerika lebende Nagetiergattung aus der Gruppe der Neuweltmäuse. Sie umfassen zwei Arten.
Puna-Mäuse haben einen stämmigen, wühlmausähnlichen Körper. Sie erreichen eine Kopfrumpflänge von 13 bis 16 Zentimeter, der Schwanz ist mit 5 bis 8 Zentimetern sehr kurz. Das Gewicht beträgt rund 80 Gramm. Das Fell ist lang und weich, es ist an der Oberseite braun oder graubraun gefärbt, der Bauch ist weiß oder hellgrau. Die Krallen sind sehr kurz.
Diese Tiere sind im südöstlichen Peru beheimatet. Sie bewohnen die Puna-Region in den Anden, wo sie in Höhen von 4450 bis 5200 Metern vorkommen. Sie sind damit die einzigen Säugetiere, die ausschließlich in derartigen Höhenbereichen leben.
Puna-Mäuse sind tagaktiv, sie halten sich oft in Felsspalten oder anderen Unterschlupfen auf. Ihre Nahrung bilden das Greiskraut Senecio adenophylloides und das Kraut Werneria digitata. Über die Fortpflanzung ist wenig bekannt, die Geburten fallen in die warmen Monate November bis April.
Puna-Mäuse sind häufig und zählen nicht zu den bedrohten Arten.
Es werden zwei Arten unterschieden, Punomys lemminus und die erst 1995 beschriebene Punomys kofordi.
Die systematischen Beziehungen zu anderen Neuweltmäusen sind unklar, weswegen diese Tiere innerhalb der Sigmodontinae als incertae sedis geführt werden.